# Money shot
Der Ausdruck money shot (von engl. shot für Einstellung oder Aufnahme) bezeichnet eine kostspielige und/oder besonders spektakuläre, kommerziellen Erfolg versprechende Aufnahme bei Film- und Fernsehproduktionen sowie im Fotojournalismus. Auch spektakuläre und in den Medien veröffentlichte Amateuraufnahmen, etwa von Naturkatastrophen, werden so bezeichnet.
In Talkshows werden Momente besonders emotionaler Reaktionen von Gästen wie etwa das Ausbrechen in Tränen als money shots bezeichnet. In der Pornobranche wird „money shot“ als Synonym für Cumshot verwendet.